# Jan St. Werner

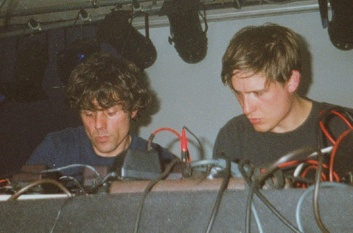
Andi Toma (links) und Jan Werner (rechts) bei einem Auftritt als Mouse on Mars (2001)

Jan Stephan Werner (* 1969 in Nürnberg) ist ein deutscher Musiker und Labelbetreiber. Bekannt wurde er vor allem als Mitglied der Projekte Mouse on Mars und Microstoria. Er veröffentlicht aber auch solo unter Pseudonymen wie Lithops, Neuter River oder Noisemashinetapes.

## Leben und Werk
Werner veröffentlicht seit Anfang der 1990er Jahre elektronische Musik. 1993 gründete er mit Andi Toma das Duo Mouse on Mars. 1995 gründete Werner gemeinsam mit Markus Popp (Oval) das Projekt Microstoria. Ab dem Jahr 1996 erschienen auch wieder Solo-Veröffentlichungen Werners unter dem Namen Lithops. Später erschienen Veröffentlichungen unter seinem bürgerlichen Namen sowie als Neuter River.
Andi Toma und Jan St. Werner gründeten 1997 gemeinsam mit dem Kölner Autor und Musiker Frank Dommert das Label sonig.
Von 2004 bis 2006 war Werner künstlerischer Leiter des Steim, eines Zentrums zur Erforschung und Entwicklung neuer Instrumente für elektronische Musik und Medienkunst.
2007 veröffentlichten Werner und Toma gemeinsam mit Mark E. Smith von The Fall das Album „Tromatic Reflexxions“ unter dem Bandnamen Von Südenfed. Im Jahr 2012 gründete Werner gemeinsam mit den Perkussionisten Valdir Jovendal, Juninho Quebradeira und Leo Leandro das Projekt Black Manual, dessen Musik eine Mischung aus afro-brasilianischen und elektronischen Klängen darstellt. Das Debütalbum des Projekts erschien unter dem Titel „Mordendo“ 2013 auf Brigade Commerz.
Werner produziert auch Musik für Installationskunst- und Multimedia-Projekte. Er unterrichtet als Gastprofessor an der Akademie der Bildenden Künste Nürnberg.
Seit 2025 ist er der erste Professor für Pop-Musik an der Folkwang Universität der Künste in Essen.
Jan Stephan Werner lebt in Berlin.

## Solo-Veröffentlichungen

### Alben
- 1992: Jan St. Werner – Der Zufall der Strahlen (Eigenvertrieb)
- 1992: Jan Werner / F.X. Randomiz – Slow (Gefriem)
- 1993: Jan St. Werner – Hauptmaße für Elektrogeschirr (Eigenvertrieb)
- 1998: Lithops – Uni Umit (Moikai)
- 1998: Lithops – Didot (Eat Raw)
- 2003: Lithops – Scrypt (Sonig)
- 2006: Lithops – Mound Magnet (Thrill Jockey)
- 2008: Lithops – Mound Magnet Pt. 2 - Elevations Above Sea Level (Sonig)
- 2009: Lithops – Ye Viols! (Thrill Jockey)
- 2009: Neuter River – Neuter River (Important Records)
- 2010: Lithops – Formationen (A-Musik)
- 2013: Jan St. Werner – Blaze Colour Burn (Thrill Jockey)
- 2013: Jan St. Werner – Transcendental Animal Numbers (Thrill Jockey)
- 2015: Jan St. Werner – Miscontinuum (Thrill Jockey)
- 2015: Noisemashinetapes – Acid Deceit (Sonig)
- 2016: Jan St. Werner – Felder (Thrill Jockey)
- 2017: Jan St. Werner – Spectric Acid (Thrill Jockey)
- 2019: Jan St. Werner – Spectric Acid (Thrill Jockey)
- 2020: Jan St. Werner – Molocular Meditation (Editions Mego)
- 2021: Kid Millions, Jan St. Werner – Imperium Droop (Thrill Jockey)
- 2022: David Grubbs, Jan St. Werner – Translation from Unspecified (Blue Chopsticks)

### Singles und EPs
- 1996: Lithops – Wackler / Kahn (Eat Raw)
- 1997: Lithops – Blasmusik / Intendo (Robot Records)
- 1998: Lithops – Tubino See Through / Filterabend (Static Caravan)
- 1999: Lithops – Sequenced Twinset / Fi (Sonig)
- 2014: Jan St. Werner – Split Animal Sculpture (Infinite Greyscale)
- 2018: Aaron Dessner, Bryce Dessner, Andi Toma, Jan St. Werner, Boys Noize & Thom Sonny Green – Spree (37d03d)